# Kakegurui/Episodenliste
Kakegurui (jap. 賭ケグルイ) ist eine jap. Animeserie die 2017 und 2019 ausgestrahlt wurde. Der Anime wurde im Studio MAPPA produziert unter der Regie von Yuichiro Hayashi. Es basiert auf den Mangas von Homura Kawamoto und Tōru Naomura. Die Serie wurde vom 1. Juli bis zum 23. September 2017 sowie vom 8. Januar bis 26. März 2019 auf Tokyo MX, MBS, BS11, RKB und TVA in Japan ausgestrahlt. In Deutschland wurde der Anime am 1. Februar 2018 und 13. Juni 2019 auf Netflix veröffentlicht.
Diese Episodenliste enthält alle 24 Episoden der zwei Staffeln umfassenden Animeserie Kakegurui.

## Staffel 1
| Nr. (ges.) | Nr. (St.) | Deutscher Titel                             | Originaltitel                               | Erstausstrahlung Japan | Deutschsprachige Erstausstrahlung (D) | Regie             | Drehbuch          |
| ---------- | --------- | ------------------------------------------- | ------------------------------------------- | ---------------------- | ------------------------------------- | ----------------- | ----------------- |
| 1          | 1         | Die Neue                                    | 蛇喰夢子という女 (Jabami Yumeko to Iu Onna) | 1. Juli 2017           | 1. Feb. 2018                          | Yūichirō Hayashi  | Yasuko Kobayashi  |
| 2          | 2         | Ein wenig überzeugendes Mädchen             | つまんない女 (Tsumannai Onna)               | 8. Juli 2017           | 1. Feb. 2018                          | Takashi Kobayashi | Yasuko Kobayashi  |
| 3          | 3         | Die schlitzäugige Frau                      | 糸目の女 (Itome no Onna)                    | 15. Juli 2017          | 1. Feb. 2018                          | Shigeru Ueda      | Yasuko Kobayashi  |
| 4          | 4         | Das Mädchen, das zum Haustier wurde         | 家畜になった女 (Kachiku ni Natta Onna)      | 22. Juli 2017          | 1. Feb. 2018                          | Kazuki Ōhashi     | Hiroshi Seko      |
| 5          | 5         | Das Mädchen, das ein Mensch wurde           | 人間になった女 (Ningen ni Natta Onna)       | 29. Juli 2017          | 1. Feb. 2018                          | Yasunori Gotō     | Hiroshi Seko      |
| 6          | 6         | Das einladende Mädchen                      | 誘う女 (Sasou Onna)                         | 12. Aug. 2017          | 1. Feb. 2018                          | Takashi Kobayashi | Yasuko Kobayashi  |
| 7          | 7         | Die Mädchen, die sich weigern               | 拒絶する女たち (Kyozetsu-suru Onna-tachi)   | 19. Aug. 2017          | 1. Feb. 2018                          | Kōichirō Kuroda   | Yasuko Kobayashi  |
| 8          | 8         | Das Mädchen, das die Liebe tanzt            | 愛踊る女 (Aidoru Onna)                      | 26. Aug. 2017          | 1. Feb. 2018                          | Yasunori Gotō     | Shigeru Murakoshi |
| 9          | 9         | Das träumende Mädchen                       | 夢見る女 (Yumemiru Onna)                    | 2. Sep. 2017           | 1. Feb. 2018                          | Kōnosuke Uda      | Shigeru Murakoshi |
| 10         | 10        | Das Mädchen, das Entscheidungen trifft      | 選択する女 (Sentaku suru Onna)              | 9. Sep. 2017           | 1. Feb. 2018                          | Yasunori Gotō     | Hiroshi Seko      |
| 11         | 11        | Das Mädchen, das sein Leben verwetten würde | 人生を賭ける女 (Jinsei o kakeru Onna)       | 16. Sep. 2017          | 1. Feb. 2018                          | Nobuyoshi Arai    | Hiroshi Seko      |
| 12         | 12        | Eine triebhafte Spielerin                   | 賭ケグルイの女 (Kakegurui no Onna)          | 23. Sep. 2017          | 1. Feb. 2018                          | Yūichirō Hayashi  | Yasuko Kobayashi  |

## Staffel 2 (Kakegurui ××)
Die Ausstrahlung der zweiten Staffel startete am 8. Januar 2019 auf Tokyo MX, MBS, BS11, RKB und TVA in Japan. Die letzte Episode wurde am 26. März 2019 ausgestrahlt. In Deutschland wurde der Anime auf Netflix am 13. Juni 2019 veröffentlicht.
| Nr. (ges.) | Nr. (St.) | Deutscher Titel                       | Originaltitel                                      | Erstausstrahlung Japan | Deutschsprachige Erstausstrahlung (D) | Regie                       | Drehbuch          |
| ---------- | --------- | ------------------------------------- | -------------------------------------------------- | ---------------------- | ------------------------------------- | --------------------------- | ----------------- |
| 13         | 1         | Neuauflage der spielsüchtigen Mädchen | 再ビ賭ケ狂ウ女タチ (Futatabi kakeguruu onna-tachi) | 8. Jan. 2019           | 13. Juni 2019                         | Kiyoshi Matsuda             | Yasuko Kobayashi  |
| 14         | 2         | Die Mädchen des Momobami-Clans        | 百喰一族の女たち (Momobami Ichizoku no onna-tachi) | 15. Jan. 2019          | 13. Juni 2019                         | Norihito Takahashi          | Yasuko Kobayashi  |
| 15         | 3         | Das unantastbare Mädchen              | この女触れるべからず (Kono onna fureru bekarazu)   | 22. Jan. 2019          | 13. Juni 2019                         | Hitomi Ezoe                 | Teruko Utsumi     |
| 16         | 4         | Die verbundenen Mädchen               | 通じる女たち (Tsūjiru onna-tachi)                  | 29. Jan. 2019          | 13. Juni 2019                         | Yasuhiro Geshi Kang Tae-sik | Teruko Utsumi     |
| 17         | 5         | Das sich verändernde Mädchen          | かわる女 (Kawaru onna)                             | 5. Feb. 2019           | 13. Juni 2019                         | Kim Min-sun Yūki Nishihata  | Shigeru Murakoshi |
| 18         | 6         | Das Hollywood-Mädchen                 | ハリウッドスターの女 (Hariuddo Sutā no Onna)       | 12. Feb. 2019          | 13. Juni 2019                         | Norihito Takahashi          | Shigeru Murakoshi |
| 19         | 7         | Das verräterische Mädchen             | 裏切りの女 (Uragiri no Onna)                       | 19. Feb. 2019          | 13. Juni 2019                         | Mie Ōishi                   | Akira Kindaichi   |
| 20         | 8         | Das unschlagbare Mädchen              | 負けない女 (Makenai Onna)                          | 26. Feb. 2019          | 13. Juni 2019                         | Takashi Igari               | Akira Kindaichi   |
| 21         | 9         | Das Mädchen daneben                   | 傍の女 (Hata no Onna)                              | 5. März 2019           | 13. Juni 2019                         | Yasunori Gotō Kim Sang-yeob | Hiroshi Seko      |
| 22         | 10        | Das logische Mädchen                  | 理の女 (Ri no Onna)                                | 12. März 2019          | 13. Juni 2019                         | Hidekazu Hara               | Hiroshi Seko      |
| 23         | 11        | Das X-Mädchen                         | ×を背負う女 (Batsu o seou Onna)                    | 19. März 2019          | 13. Juni 2019                         | Takeshi Satō                | Shigeru Murakoshi |
| 24         | 12        | Das Null-Mädchen                      | 零の女 (Rei no Onna)                               | 26. März 2019          | 13. Juni 2019                         | Kiyoshi Matsuda             | Yasuko Kobayashi  |